# Francesco Rosi
Francesco Rosi (Napels, 15 november 1922 – Rome, 10 januari 2015) was een Italiaans neorealistisch filmregisseur en scenarioschrijver. Hij stond bekend als een geëngageerd filmer.

## Leven en werk

### Eerste stappen in de filmwereld
Hij begon als assistent van onder anderen Luchino Visconti en als scenarioschrijver. In 1952 nam hij de regie van de film Camicie Rosse over van Goffredo Allessandri nadat die door een auto-ongeluk uitgeschakeld was.

### Maatschappijkritische filmregisseur
Zijn doorbraak kwam in 1958 met La sfida, een film over corruptie. Ook in zijn latere films zoals Salvatore Giuliano, Le mani sulla città, Il caso Mattei, Tre fratelli, Cristo si è fermato a Eboli (naar de gelijknamige autobiografische roman van Carlo Levi) trok Rosi verder van leer tegen een aantal wantoestanden in de Italiaanse maatschappij. Die maatschappijkritiek was ook aanwezig in zijn meesterwerk Cadaveri eccellenti, de verfilming van de roman Il contesto van Leonardo Sciascia. Een en ander noopte hem ook om tijdelijk uit te wijken naar Spanje.